# Lasy waldiwijskie
Lasy waldiwijskie – lasy występujące w strefie umiarkowanej ciepłej, na zachód od Andów (na obszarze Chile). Typ wilgotnych lasów strefy umiarkowanej.

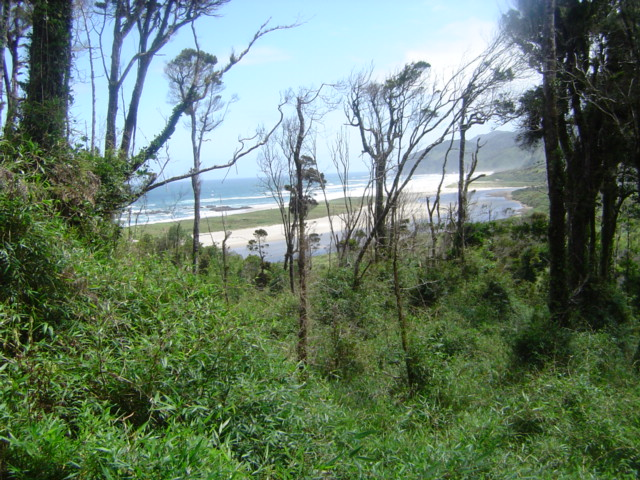
Las w parku narodowym na wyspie Chiloé

Wytworzyły się w klimacie oceanicznym, silnie wilgotnym (roczny opad powyżej 2000 mm, niewielka amplituda temperatury, częste mgły). Cechują się znacznym bogactwem gatunków.
Główne rodzaje lasów waldiwijskich to tique i allerce. Nazwa pochodzi od miejscowości Valdivia w środkowym Chile.